# Eublemma baccalix
Eublemma baccalix is een vlinder uit de familie van de spinneruilen (Erebidae). De wetenschappelijke naam van deze soort is voor het eerst voorgesteld als Mestleta baccalix door Charles Swinhoe in een publicatie uit 1886.
De soort komt voor in India, Sri Lanka, Taiwan en Japan.